# Zoysia
A Zoysia a kölesfélék családjának egyik kúszófűfélék közé tartozó nemzetsége. A Zoysia nemzetségbe 8 faj és mindössze két hibrid tartozik. A Zoysia elsősorban Délkelet-Ázsiában és Kelet-Ázsiában Kínától északra, Japánban és ezen kívül Ausztráliában őshonos növény.

## A Zoysia nemzetségbe tartozó fajok
- Zoysia japonica
- Zoysia macrantha
- Zoysia macrostachya
- Zoysia matrella
- Zoysia minima
- Zoysia pauciflora
- Zoysia sinica <
- Zoysia tenuifolia[2]

## Hibridjei
1. *Zoysia 'Emerald' (Zoysia japonica × Zoysia matrella)
2. Empire Zoysia

## Termesztése és felhasználása
Annak köszönhetően, hogy viszonylag jól tűri a hőmérsékleti eltéréseket, a napsütést és a vizet, ezért ez a legszélesebb körben használt gyepként ültetett fűféle a világ mérsékelt éghajlatú vidékein. Gyakran használják golfpályák gyepének is. A Zoysia fűtakarója megállítja az eróziót a lejtőkön és egész évben kiválóan távoltartja a gyomokat. A Zoysia betegségekkel szemben ellenálló és a rajta lévő forgalmat is elég jól bírja. Hibridjei igen közkedvelt gyepként ültetett fűfajták.) 
Észak-Amerika szubtrópusi éghajlatú vidékein a Zoysia egyes fajai meghonosodtak. Tájképi használatra való alkalmazáshoz is kapható belőle fűmag a kereskedelmi forgalomban. A jellemzően szavanna éghajlatú vidékeken, mint, amilyen Dél-Florida, a Zoysia a melegebb nyári időszakban növekedik, míg a hűvösebb időszakban van számára a pihenőidő. Népszerűségét puha tapintásának, sűrű, szőnyegszerű, mindent elfedő jellegének és alacsony növésének köszönheti.

## Fordítás
- Ez a szócikk részben vagy egészben  a   Zoysia című angol Wikipédia-szócikk ezen változatának fordításán alapul.  Az eredeti cikk szerkesztőit annak laptörténete sorolja fel. Ez a jelzés csupán a megfogalmazás eredetét és a szerzői jogokat jelzi, nem szolgál a cikkben szereplő információk forrásmegjelöléseként.